# Васил Радославов
Вижте пояснителната страница за други личности с името Васил Радославов.
Васил Христов Радославов е български политик и държавник, народен представител. Оглавява Либералната партия (радослависти) от 1887 до 1918 г. Два пъти е министър-председател на България – след абдикацията на княз Александър I Батенберг (1886 – 1887) и по време на Първата световна война (1913 – 1918).

## Биография
Васил Радославов е роден на 15 юли 1854 г. в Ловеч в семейството на Христо Попович, килиен учител в Ловеч. Брат е на Михаил Радославов и Юрдана Радославова. Учи в родния си град Ловеч и Априловската гимназия в Габрово, а по-късно в Писек (1872) и Прага (1874), Чехия. Работи като учител в Тетевен (1868), Габрово (1871) и Ловеч (1875 – 1878). От септември 1877 до юли 1878 е секретар на Ловчанския градски съвет.

### Политическа дейност
От есента на 1878 г. следва право във Виена и завършва в Хайделберг, Германия в 1882 г. След завръщането си в България е адвокат и се занимава с политическа дейност. Деен член на Либералната партия. През 1884 г. става редовен член на Българското книжовно дружество, днес Българска академия на науките. Той е министър на правосъдието във второто правителство на Петко Каравелов (1884 – 1886) и на 18 декември 1885 г. без консултации с правителството въвежда съдебните закони на Княжество България в Източна Румелия, което предизвиква дипломатически скандал.
През следващите месеци Радославов е сред най-активните представители на националистическото крило на Либералната партия. Той влиза в конфликт с премиера Каравелов и на няколко пъти заплашва да напусне кабинета, което става през юли 1886 г. След преврата от 9 август 1886 г. и абдикацията на княз Александър I Батенберг, Радославов оглавява правителството и става най-младият министър-председател в историята на България. След избора на княз Фердинанд I крилото на Васил Радославов, което приема името Либерална партия (радослависти), е основната легална опозиция на правителството на Стефан Стамболов (1887 – 1894).
След падането на правителството на Стамболов през 1894 г. Либералната партия (радослависти) участва за кратко в правителството на Константин Стоилов, но скоро отново преминава в опозиция.
Васил Радославов е министър на вътрешните работи в правителството на Димитър Греков и правителството на Тодор Иванчов (1899 – 1900). Радославов ръководи потушаването на бунтовете срещу въвеждането на десятъка при Дуранкулак, Шабла и Тръстеник. Затова през 1903 година е осъден на 8 месеца затвор от Държавния съд за нарушаване на Конституцията. По-късно е амнистиран.
След поражението на България в Междусъюзническата война (1913 г.) Радославов оглавява коалиционно правителство на Либералната, Народнолибералната и Младолибералната партии. То остава на власт до 20 декември 1913 г. и отново от 23 декември 1913 г. до 1918 г., и управлява страната по време на Първата световна война.
Антируската реторика на Радославов впечатлява Фердинанд I, който започва да работи в тясно сътрудничество с премиера при оформянето на външната политика на страната. През юли 1914 г. Радославов осигурява голям финансов заем от Германия и Австро-Унгария, но също така успява да забави българското влизане във войната. Популярността му спада, след като България официално влиза във войната и държавния ресурс е насочени изцяло към военните усилия. Като министър-председател той ръководи освобождаването на Южна Добруджа и окупацията на Северна Добруджа през 1916 г. с помощта на германския генерал Аугуст фон Макензен, въпреки че този ход му отнема част от подкрепата от германското правителство, което иска част от територията за себе си. Радославовото правителство работи до юни 1918 г., когато е заменено от ново, оглавено от по-умереният Александър Малинов с надеждата той да посредничи за благоприятно мирно споразумение. Правителството на Радославов е обвинено в корупция и подчинение на Германия, а самия Радославов - за неуспеха на България да получи пълен контрол над Северна Добруджа с Букурещкия договор.

### Съдебно преследване
Въпреки че включването на България във войната среща относително широка подкрепа, след нейния тежък за страната край мнозина обвиняват за неуспеха и втората национална катастрофа правителството на Радославов.
Скоро след сключването на Солунското примирие д-р Васил Радославов заминава за Германия на 5 октомври 1918. Нему се пада единствен да изпрати в изгнание Александър І (26 август 1886 г.) и Фердинанд І (3 октомври 1918 г.). През 1923 г. задочно е осъден от Третия държавен съд на доживотен затвор за политиката си по време на Първата световна война. Амнистиран е през лятото на 1929 г.
Умира в Берлин на 21 октомври 1929 година. Погребан е с почести в София на 3 ноември същата година.
Васил Радославов е женен за Евантия, дъщеря на варненския общественик Никола Провадалиев.

### Награди и отличия
Д-р Васил Радославов е един от едва шестимата българи, удостоени с най-високия държавен орден „Св. св. равноапостоли Кирил и Методий“ – през февруари 1918 г.
На 23 юли 1917 Васил Радославов е обявен за почетен гражданин на новоосвободената Силистра и на него е наименувана Дунавската градина.

## Памет
На Васил Радославов е наречена улица в квартал „Младост 4“ в София (Карта).